# 北浦和車站
北浦和車站（日语：／ Kita-urawa eki */?）是位於日本埼玉縣埼玉市浦和區北浦和三丁目，屬於東日本旅客鐵道（JR東日本）的鐵路車站。此站停靠的路線是東北本線（詳情參見路線條目與鐵道路線的名稱），但實際上停靠的運轉系統是行駛於電車線的京濱東北線列車。

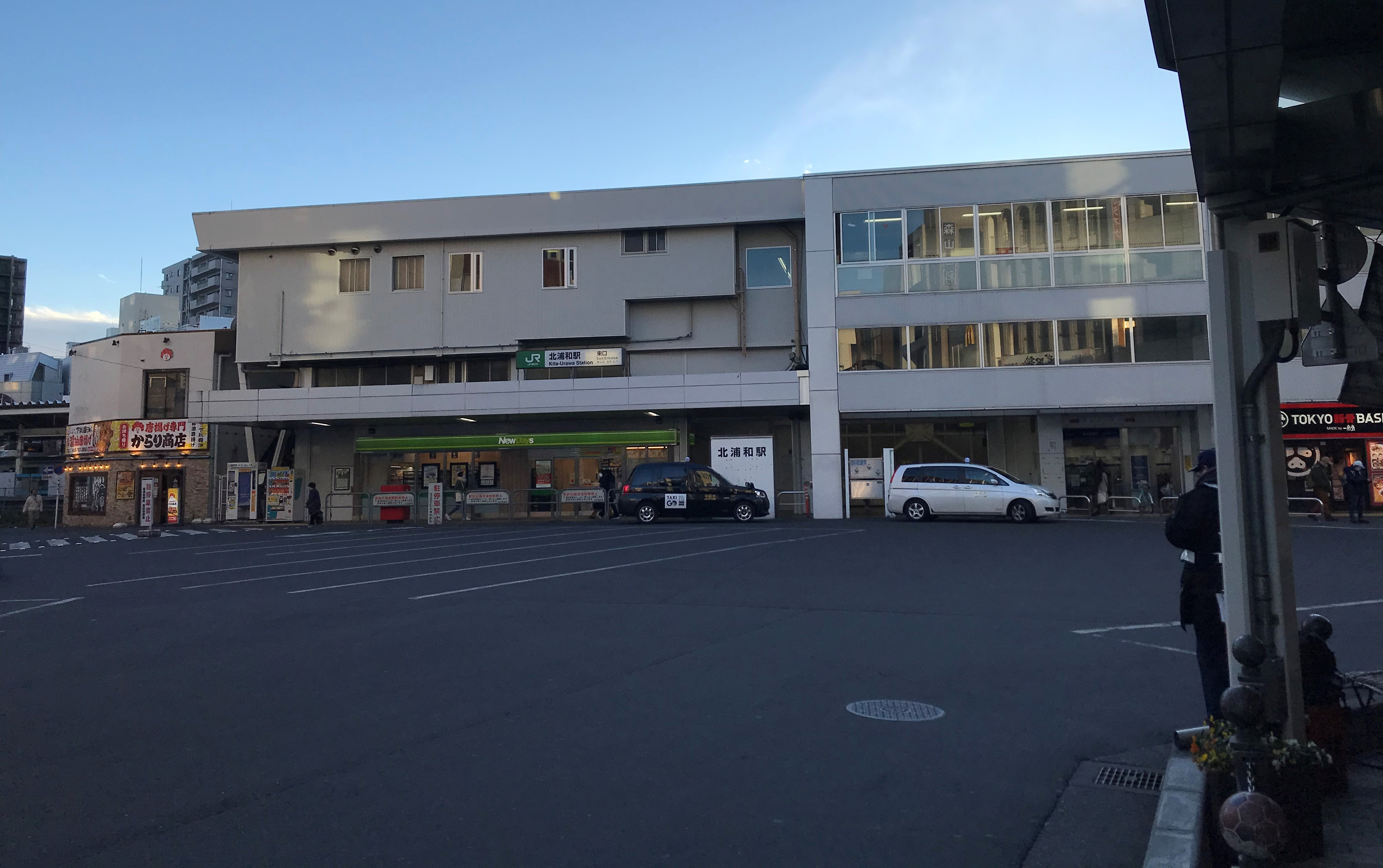
東口(2023年1月)

## 歷史
- 1936年（昭和11年）9月1日：鐵道省車站開業[2]。
  - 本站是在周邊居民請願下所設。當時地名為浦和市大字針谷（北浦和町→北浦和）。
- 1987年（昭和62年）4月1日：國鐵分割民營化，成為JR東日本車站。
- 2001年（平成13年）
  - 5月1日：浦和市、大宮市、与野市合併，所在地改為埼玉市。
  - 11月18日：IC卡「Suica」啟用。
- 2019年 （平成31年）
  - 2月1日：業務委託化。
  - 12月7日：月台閘門啟用[3]。

## 車站結構
本站為島式月台1面2線地面車站，並設有跨站式站房。此站現為業務委託站（委託JR東日本車站服務）。站内設有綠色窗口（營業時間 9:30 - 19:30）、自動驗票閘門和指定席售票機。過去綠色窗口旁曾開設VIEW PLAZA，現已關閉。
月台與剪票口層，以及東口、西口與剪票口層之間皆有電梯，月台剪票口外的東西口階梯還設有單向往上的電扶梯。過去本站在京濱東北線內進行高架工程時曾有起訖的班次，但本站並沒有折返設備。

### 月台配置
| 月台 | 路線       | 方向 | 目的地                     |
| ---- | ---------- | ---- | -------------------------- |
| 1    | 京濱東北線 | 南行 | 上野、東京、橫濱、大船方向 |
| 2    | 京濱東北線 | 北行 | 與野、大宮方向             |

（來源：JR東日本:車站構內圖（页面存档备份，存于））

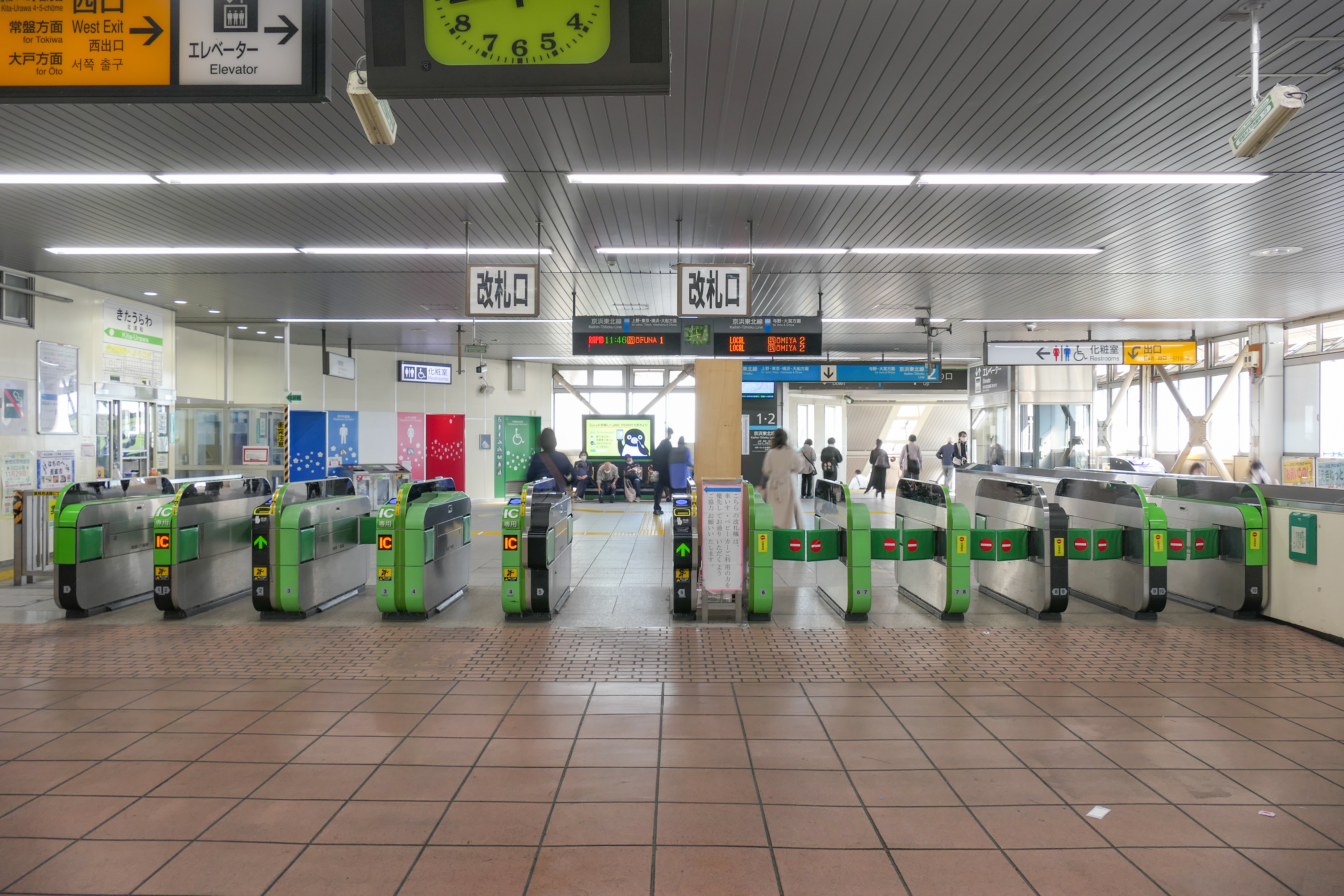
驗票閘口（2022年11月）
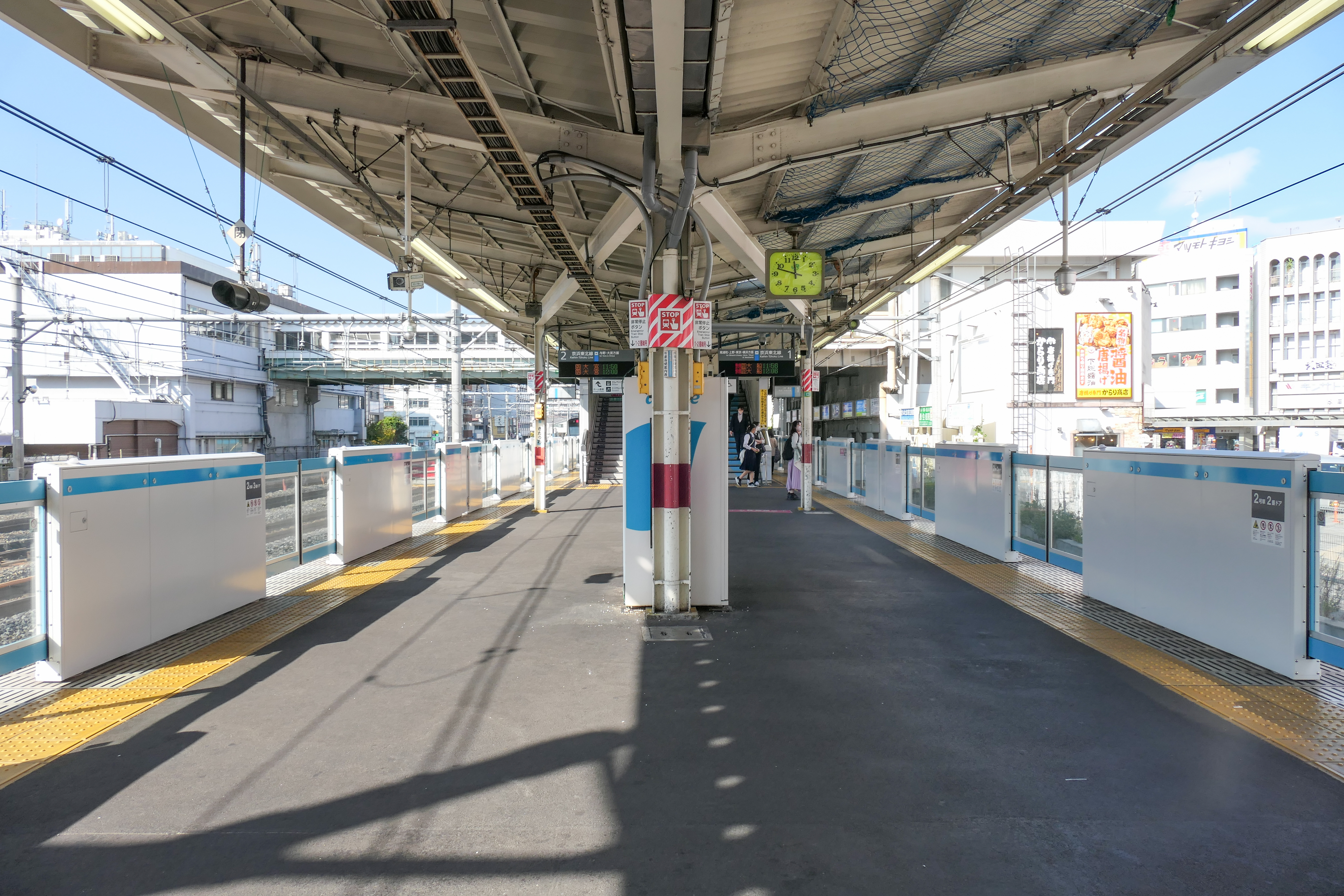
月台（2022年11月）

### 發車音樂
2007年10月1日起，2號線發車音樂使用埼玉市的市歌《希望のまち》。

## 使用情況
2019年（令和元年）度1日平均上車人次為52,674人。
近年1日平均上車人次變化如下表。
| 年度               | 1日平均 上車人次 | 來源     |
| ------------------ | ---------------- | -------- |
| 1981年（昭和56年） | 54,164           |          |
| 1982年（昭和57年） | 54,189           |          |
| 1983年（昭和58年） | 53,554           |          |
| 1984年（昭和59年） | 54,025           |          |
| 1985年（昭和60年） | 52,012           |          |
| 1986年（昭和61年） | 48,169           |          |
| 1987年（昭和62年） | 47,626           |          |
| 1988年（昭和63年） | 48,743           |          |
| 1989年（平成元年） | 49,824           |          |
| 1990年（平成02年） | 50,793           |          |
| 1991年（平成03年） | 52,078           |          |
| 1992年（平成04年） | 52,288           |          |
| 1993年（平成05年） | 52,002           |          |
| 1994年（平成06年） | 51,412           |          |
| 1995年（平成07年） | 50,646           |          |
| 1996年（平成08年） | 50,422           |          |
| 1997年（平成09年） | 49,775           |          |
| 1998年（平成10年） | 49,611           |          |
| 1999年（平成11年） | 48,914           | [ * 1 ]  |
| 2000年（平成12年） | 49,182           | [ * 2 ]  |
| 2001年（平成13年） | 48,976           | [ * 3 ]  |
| 2002年（平成14年） | 49,621           | [ * 4 ]  |
| 2003年（平成15年） | 50,030           | [ * 5 ]  |
| 2004年（平成16年） | 49,592           | [ * 6 ]  |
| 2005年（平成17年） | 49,706           | [ * 7 ]  |
| 2006年（平成18年） | 50,097           | [ * 8 ]  |
| 2007年（平成19年） | 50,438           | [ * 9 ]  |
| 2008年（平成20年） | 50,616           | [ * 10 ] |
| 2009年（平成21年） | 50,492           | [ * 11 ] |
| 2010年（平成22年） | 50,286           | [ * 12 ] |
| 2011年（平成23年） | 49,524           | [ * 13 ] |
| 2012年（平成24年） | 49,958           | [ * 14 ] |
| 2013年（平成25年） | 50,727           | [ * 15 ] |
| 2014年（平成26年） | 50,459           | [ * 16 ] |
| 2015年（平成27年） | 51,647           | [ * 17 ] |
| 2016年（平成28年） | 52,330           | [ * 18 ] |
| 2017年（平成29年） | 52,872           | [ * 19 ] |
| 2018年（平成30年） | 53,132           | [ * 20 ] |
| 2019年（令和元年） | 52,674           |          |

## 車站周邊

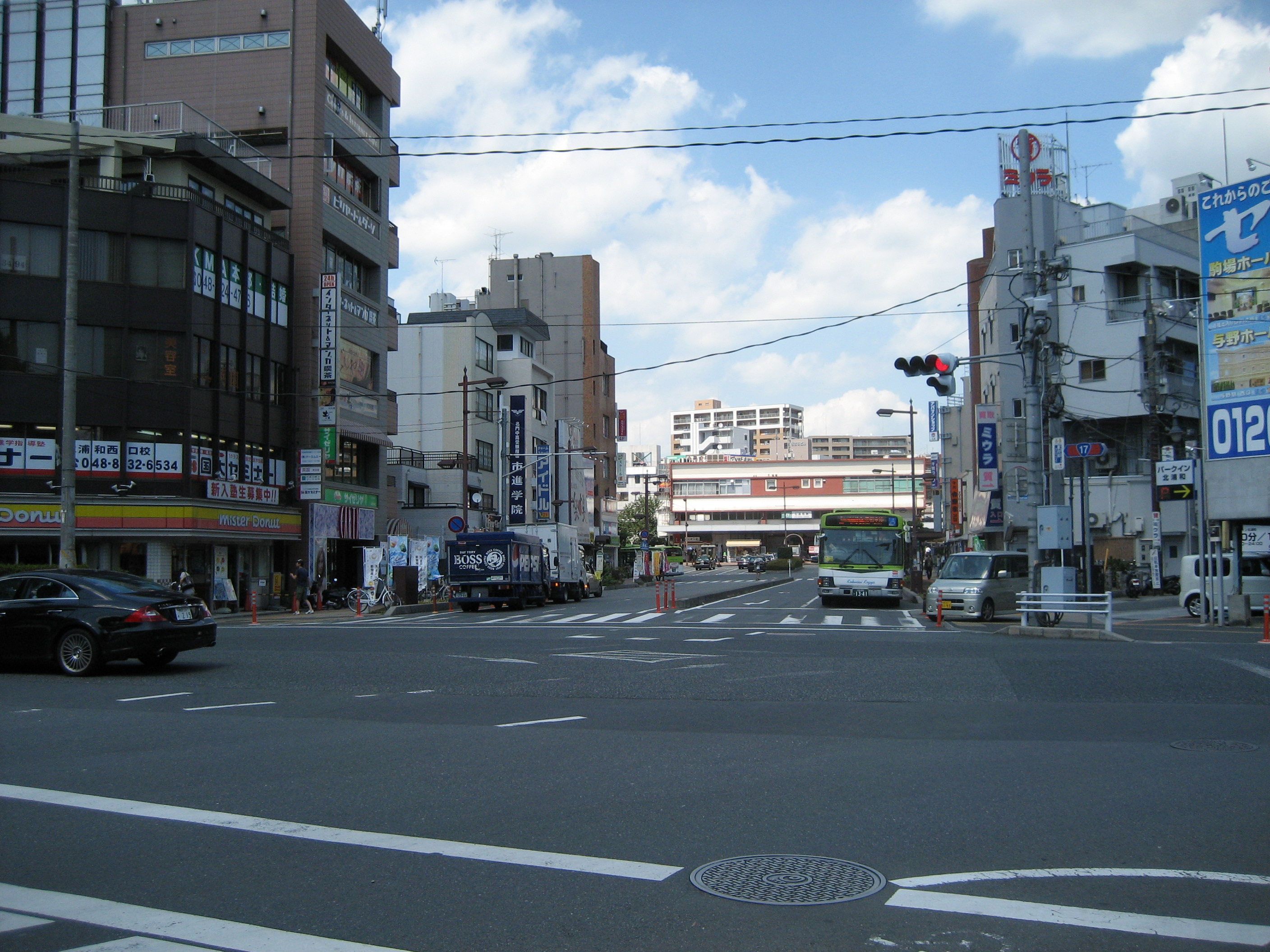
國道17號所見的西口

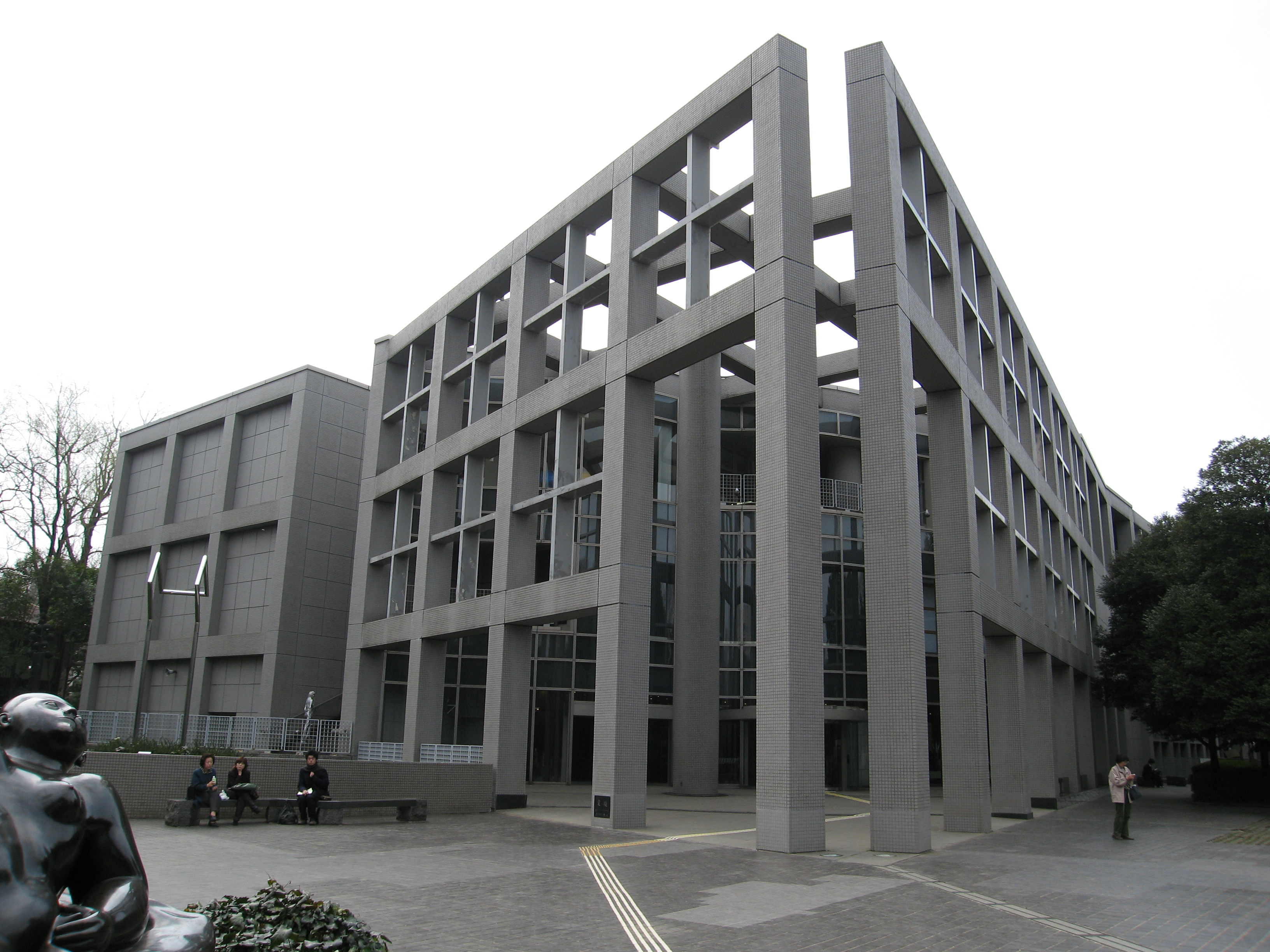
埼玉縣立近代美術館

站旁西側有國道17號與國道463號（併用區間），東側有舊中山道（埼玉縣道65號埼玉幸手線），各自形成近鄰型商業地區。車站東側有埼玉縣立浦和高等學校與埼玉市立浦和中學校·高等學校、浦和路德學院小學校·中學校·高等學校等教育機關，西口則可搭乘巴士前往埼玉大學、埼玉縣立常盤高等學校、埼玉県立浦和北高等学校等學校，另外站前也開設眾多補習班。西口沿著國道17號南下可至埼玉里索那銀行本店與埼玉市役所，本站西側的商店街已與浦和站西側的商業區、政府機關區連成一氣。東口巴士總站有密集的巴士班次前往埼玉市立醫院。
西口圓環有西口開設紀念碑，刻有第4代日本國有鐵道總裁十河信二名字。距離西口不遠的北浦和公園以大型音樂噴水表演聞名。

### 東口
- 北浦和總站大樓（日语：北浦和ターミナルビル）
  - Queen's伊勢丹（日语：クイーンズ伊勢丹）
- 埼玉市立北浦和圖書館（日语：さいたま市立図書館）
- 北浦和站前郵便局
- 埼玉市水道局（日语：さいたま市水道局）本廳舍
- 埼玉市北浦和資訊中心（REDS SQUARE） - 北浦和站市民窗口、觀光資訊處、市民沙龍。
- 浦和綜合運動場（日语：浦和総合運動場）
  - 埼玉市營浦和球場（日语：さいたま市営浦和球場）
- 埼玉市浦和駒場體育場
- 埼玉市青少年宇宙科學館（日语：さいたま市青少年宇宙科学館）
- 浦和駒場體育館（日语：浦和駒場体育館）
- 埼玉縣立浦和高等學校（日语：埼玉県立浦和高等学校）
- 浦和路德學院小學校·中學校·高等學校（日语：浦和ルーテル学院小学校・中学校・高等学校）
- 埼玉市立浦和中學校·高等學校（日语：さいたま市立浦和中学校・高等学校）
- 埼玉市立北浦和小學校（日语：さいたま市立北浦和小学校）
- 埼玉市立針谷小學校（日语：さいたま市立針ヶ谷小学校）
- 埼玉市立木崎小學校（日语：さいたま市立木崎小学校）
- 埼玉市立本太小學校（日语：さいたま市立本太小学校）
- 埼玉市立本太中學校（日语：さいたま市立本太中学校）
- 北浦和高爾夫中心
- 埼玉縣道65號埼玉幸手線（日语：埼玉県道65号さいたま幸手線）
- 埼玉県道164號鴻巢桶川埼玉線（日语：埼玉県道164号鴻巣桶川さいたま線）

### 西口
- 埼玉醫學中心（日语：埼玉メディカルセンター）
- 北浦和公園
  - 埼玉縣立近代美術館（日语：埼玉県立近代美術館）
- 埼玉里索那銀行
  - 本部、埼玉營業部
  - 北浦和西口支店

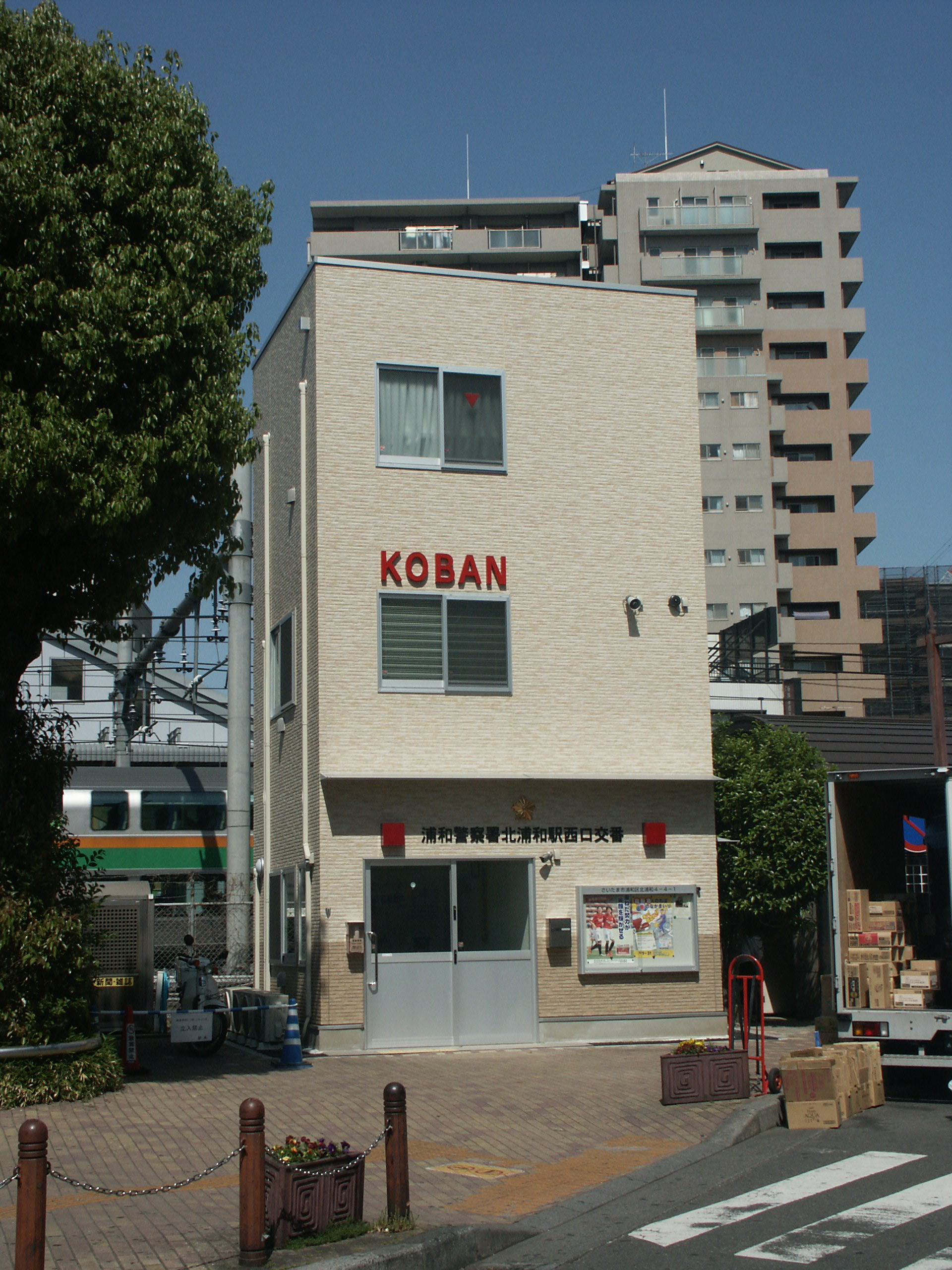
北浦和交番

- TECHNO CITY浦和（日语：テクノシティ浦和）
- 日本年金機構（日语：日本年金機構）北關東、信越地區本部、浦和年金事務所
- 國際交流基金日本語國際中心
- NTT東日本埼玉新常盤大樓（日语：NTT東日本さいたま新常盤ビル）
- 永旺北浦和店
- 二木屋（日语：二木屋）
- 國道17號（中山道）
- 國道463號（埼大通）
- 埼玉縣道155號埼玉武藏丘陵森林公園自行車道線（日语：埼玉県道155号さいたま武蔵丘陵森林公園自転車道線）（森林公園自行車道）
- 埼玉市立常盤中學校（日语：さいたま市立常盤中学校）
- 埼玉市立常盤北小學校（日语：さいたま市立常盤北小学校）
- 埼玉市立常盤小學校（日语：さいたま市立常盤小学校）
- 埼玉市立仲町小學校（日语：さいたま市立仲町小学校）
- 埼玉市立大戶小學校（日语：さいたま市立大戸小学校）
- 埼玉大學教育學部附屬幼稚園
- 浦和常盤十郵便局
- HelloWork浦和（公共職業安定所）
- 埼玉縣浦和合同廳舍（日语：埼玉県浦和合同庁舎）

### 巴士路線
以下路線巴士由國際興業巴士、東武巴士西、西武巴士運行。

#### 東口
0號乘車處在站前圓環內，8號乘車處在北浦和站東口交差點前（摩斯漢堡對面），1；3、5號乘車處在東口圓環往東約100公尺以上的埼玉縣道64號埼玉岩槻線、Queen's伊勢丹入駐的北浦和總站大樓外。
國際興業巴士從始發到9點時段與16時至末班車使用0號乘車處，其他時段使用3號乘車處，不進站前圓環。
北浦和總站大樓與旁邊的高層公寓「HEIM PLAZA北浦和」在過去是東武巴士的「北浦和站」巴士站所在地。
因此東武巴士的巴士站名維持原來的北浦和站，國際興業巴士為了與北浦和站東口區別而稱作北浦和總站大樓。
| 乘車處 | 系統      | 行經                       | 目的地           | 公司        | 備註           |
| ------ | --------- | -------------------------- | ---------------- | ----------- | -------------- |
| 0      | 北浦50    | 本太中學校、與野站東口     | 埼玉新都心站東口 | ●國際興業   |                |
| 0      | 北浦50-2  | 本太中學校                 | 上木崎           | ●國際興業   |                |
| 0      | 北浦55    | 本太中學校                 | 領家二丁目       | ●國際興業   |                |
| 0      | 浦51      | 綜合運動場                 | 浦和站西口       | ●國際興業   |                |
| 1      | 浦31      | 市營公寓                   | 埼玉市立醫院     | ●東武巴士西 |                |
| 1      | 浦31      | 急行巴士                   | 埼玉市立醫院     | ●東武巴士西 |                |
| 1      | 浦31      | 市營公寓                   |                  | ●東武巴士西 |                |
| 1      | 浦31      | 市營公寓                   | 山崎             | ●東武巴士西 |                |
| 3      | 北浦50－1 | 本太中學校、與野站東口     | 埼玉新都心站東口 | ●國際興業   |                |
| 3      | 浦51－2   | 綜合運動場                 | 浦和站西口       | ●國際興業   |                |
| 3      | 浦44      | 領家住宅、埼玉新都心站東口 | 大宮站東口       | ●東武巴士西 |                |
| 5      | 岩01      | 御藏騎西屋前、宮下         | 岩槻站           | ●東武巴士西 |                |
| 5      | 岩02      | 御藏騎西屋前               | 宮下             | ●東武巴士西 |                |
| 5      | 岩02      | 御藏騎西屋前、東新井團地   | 宮下             | ●東武巴士西 |                |
| 5      | 岩03      |                            | 東新井團地       | ●東武巴士西 |                |
| 5      | 岩04      | 御藏騎西屋前               | 宮下             | ●東武巴士西 | 浦和站西口始發 |
| 5      | 岩05      |                            | 東新井團地       | ●東武巴士西 | 浦和站西口始發 |
| 8      | 浦31      | 常盤二丁目                 | 浦和站西口       | ●東武巴士西 |                |
| 8      | 岩04      | 常盤二丁目                 | 浦和站西口       | ●東武巴士西 |                |
| 8      | 岩05      | 常盤二丁目                 | 浦和站西口       | ●東武巴士西 |                |

#### 西口
1、2、3號乘車處在站前圓環內，5號乘車處在北浦和站入口交差點前，7號乘車處在北浦和站入口交差點前（北浦和公園前）。
| 乘車處 | 系統   | 行經                     | 目的地       | 公司                | 備註                          |
| ------ | ------ | ------------------------ | ------------ | ------------------- | ----------------------------- |
| 1      | 北浦80 | 大戶、西堀               | 西浦和車庫   | ●國際興業           |                               |
| 2      | 新都01 | 陣屋、白鍬電建住宅       | 埼玉新都心站 | ●國際興業           |                               |
| 2      | 北浦04 | 陣屋                     | 白鍬電建住宅 | ●國際興業           |                               |
| 2      | 北浦81 |                          | 新中里三丁目 | ●國際興業           |                               |
| 3      | 北浦10 | 陣屋、大久保團地、大久保 | 浦和北高校   | ●西武巴士           |                               |
| 3      | 北浦11 | 陣屋、大久保團地         | 大久保       | ●西武巴士           |                               |
| 3      | 北浦15 | 陣屋、大久保團地、大久保 | 加茂川團地   | ●西武巴士           |                               |
| 5      | 北浦03 | 南與野站北入口           | 埼玉大學     | ●國際興業 ●西武巴士 | 共同運行 兩個乘車處都可上下車 |
| 7      | 北浦03 | 南與野站北入口           | 埼玉大學     | ●國際興業 ●西武巴士 | 共同運行 兩個乘車處都可上下車 |

## 相鄰車站
東日本旅客鐵道
 京濱東北線
■快速、■各站停車
浦和（JK 43）－北浦和（JK 44）－與野（JK 45）

### 使用情況
1. ↑  .   [2019-05-12]. （原始内容存档于2020-06-07）.
2. ↑  .   [2019-05-12]. （原始内容存档于2017-10-06）.
3. ↑  .   [2019-05-12]. （原始内容存档于2019-05-03）.

JR東日本1999年度以後上車人次
1. ↑  各駅の乗車人員（1999年度） （页面存档备份，存于） - JR東日本
2. ↑  各駅の乗車人員（2000年度） （页面存档备份，存于） - JR東日本
3. ↑  各駅の乗車人員（2001年度） （页面存档备份，存于） - JR東日本
4. ↑  各駅の乗車人員（2002年度） （页面存档备份，存于） - JR東日本
5. ↑  各駅の乗車人員（2003年度） （页面存档备份，存于） - JR東日本
6. ↑  各駅の乗車人員（2004年度） （页面存档备份，存于） - JR東日本
7. ↑  各駅の乗車人員（2005年度） （页面存档备份，存于） - JR東日本
8. ↑  各駅の乗車人員（2006年度） （页面存档备份，存于） - JR東日本
9. ↑  各駅の乗車人員（2007年度） （页面存档备份，存于） - JR東日本
10. ↑  各駅の乗車人員（2008年度） （页面存档备份，存于） - JR東日本
11. ↑  各駅の乗車人員（2009年度） （页面存档备份，存于） - JR東日本
12. ↑  各駅の乗車人員（2010年度） （页面存档备份，存于） - JR東日本
13. ↑  各駅の乗車人員（2011年度） （页面存档备份，存于） - JR東日本
14. ↑  各駅の乗車人員（2012年度） （页面存档备份，存于） - JR東日本
15. ↑  各駅の乗車人員（2013年度） （页面存档备份，存于） - JR東日本
16. ↑  各駅の乗車人員（2014年度） （页面存档备份，存于） - JR東日本
17. ↑  各駅の乗車人員（2015年度） （页面存档备份，存于） - JR東日本
18. ↑  各駅の乗車人員（2016年度） （页面存档备份，存于） - JR東日本
19. ↑  各駅の乗車人員（2017年度） （页面存档备份，存于） - JR東日本
20. ↑  各駅の乗車人員（2018年度） （页面存档备份，存于） - JR東日本
21. ↑  各駅の乗車人員（2019年度） （页面存档备份，存于） - JR東日本

埼玉縣統計年鑑
1. ↑  .   [2019-05-12]. （原始内容存档于2020-02-02）.
2. ↑  .   [2019-05-12]. （原始内容存档于2020-02-02）.
3. ↑  .   [2019-05-12]. （原始内容存档于2020-02-02）.
4. ↑  .   [2019-05-12]. （原始内容存档于2020-02-02）.
5. ↑  .   [2019-05-12]. （原始内容存档于2020-02-02）.
6. ↑  .   [2019-05-12]. （原始内容存档于2020-02-02）.
7. ↑  .   [2019-05-12]. （原始内容存档于2020-02-02）.
8. ↑  .   [2019-05-12]. （原始内容存档于2020-02-02）.
9. ↑  .   [2019-05-12]. （原始内容存档于2020-02-02）.
10. ↑  .   [2019-05-12]. （原始内容存档于2020-02-02）.
11. ↑  .   [2019-05-12]. （原始内容存档于2020-02-02）.
12. ↑  .   [2019-05-12]. （原始内容存档于2020-02-02）.
13. ↑  .   [2019-05-12]. （原始内容存档于2020-02-02）.
14. ↑  .   [2019-05-12]. （原始内容存档于2020-02-02）.
15. ↑  .   [2019-05-12]. （原始内容存档于2020-02-02）.
16. ↑  .   [2019-05-12]. （原始内容存档于2020-02-02）.
17. ↑  .   [2019-05-12]. （原始内容存档于2020-02-02）.
18. ↑  .   [2019-05-12]. （原始内容存档于2020-02-02）.
19. ↑  .   [2019-05-12]. （原始内容存档于2020-02-02）.
20. ↑  .   [2020-07-27]. （原始内容存档于2020-03-18）.

## 外部連結
- 車站資訊（北浦和）：東日本旅客鐵道

35°52′19.7″N 139°38′46.1″E / 35.872139°N 139.646139°E